# No One Gets the Prize
"No One Gets the Prize" es una canción grabada por la cantante estadounidense Diana Ross para su álbum de 1979 The Boss. La canción fue escrita y producida por Nicholas Ashford y Valerie Simpson.
La canción fue lanzada como segundo sencillo el 21 de septiembre de 1979 por Motown Records en Europa, donde alcanzó el número 59 en la lista del Reino Unido.  Aunque no fue lanzada como sencillo, la canción fue un gran éxito en Estados Unidos: como parte de todo el álbum The Boss, llegó a la cima de la lista disco de Billboard,  y como parte del popurrí con la canción "The Boss" a la cima de las listas dance de las revistas Cash Box y Record World,   en esta última también fue reconocida como el cuarto disco disco más popular de 1979. 
En 2020, se incluyó un remix de Eric Kupper en el álbum Supertonic: Mixes.
En la temporada 9 de RuPauls Drag Race All Stars, las drag queens Plastique Tiara y Roxxxy Andrews hicieron un lipsync de esta canción. Roxxxy Andrews ganó el lipsync y ganó $10,000 para la organización sin fines de lucro Miracle Of Love, dedicada a la atención, prevención y servicios para personas con VIH/SIDA.

## Lista de canciones
Sencillo de 7" 
A. "Nadie se lleva el premio" – 3:52
B. "Nunca digas que no te amo" (Greg Wright, Karin Patterson) – 3:50
12" individual  
A. "Es mi casa" (Nicholas Ashford, Valerie Simpson) – 6:03
B. "Nadie se lleva el premio / El jefe " (Nicholas Ashford, Valerie Simpson) – 6:38
12" individual 
A. Medley ( Holland–Dozier–Holland ) – 10:00
- ¡Alto! En nombre del amor.
- "De nuevo en mis brazos"
- "Ven a verme"
- "El amor es como una picazón en mi corazón"
- "¿A dónde se fue nuestro amor ?"
- "Amor de bebé"

B. "Nadie se lleva el premio / El jefe" – 6:38
| Gráfico (1979)                                        | Cima posición |
| ----------------------------------------------------- | ------------- |
| Singles del Reino Unido ( Record Mirror )             | 59            |
| Top 80 de música disco de EE. UU. ( Billboard )       | 1             |
| Top 40 Disco de EE. UU. ( Cash Box )                  | 1             |
| Top 50 de la música disco de EE. UU. ( Record World ) | 1             |

| Gráfico (1979)                                        | Cima posición |
| ----------------------------------------------------- | ------------- |
| Top 50 de la música disco de EE. UU. ( Record World ) | 4             |